# Comepalomas

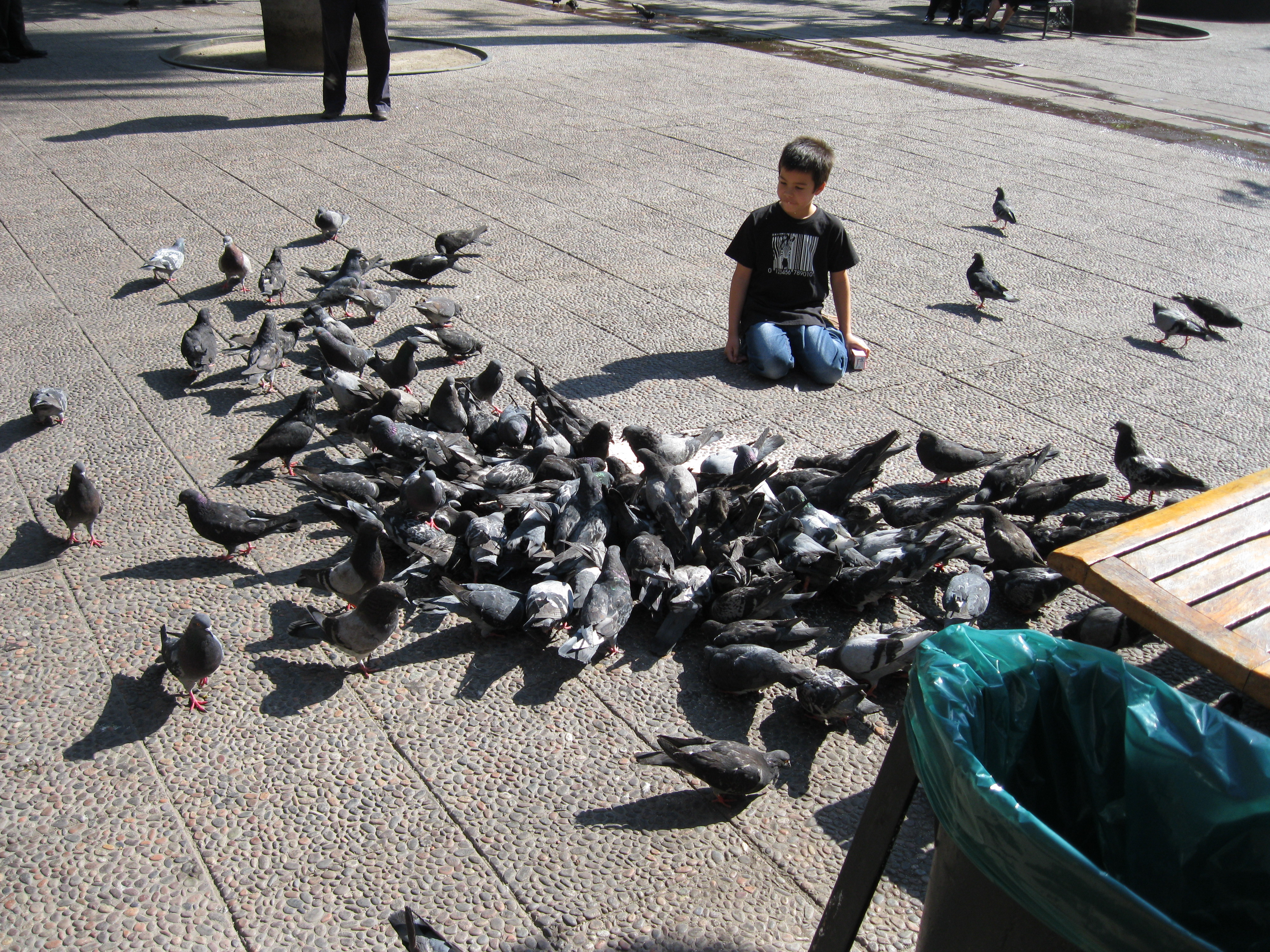
Especímenes de Columba livia o paloma común en la plaza de Armas de Santiago.

Comepalomas o come palomas es un término peyorativo surgido a finales de los años 1990 para referirse a los inmigrantes peruanos residentes en Chile, especialmente los de condición precaria.

## Descripción
El término surgió por las tensiones creada a partir de la presencia de peruanos en condición humilde o sin techo habitando la plaza de Armas de Santiago de acuerdo a The Clinic, que llegaron con las olas migratorias escapando de la compleja situación económica y social que vivía el Perú en ese momento. Sectores chilenos afirmaron que los peruanos más pobres estaban recurriendo a cazar y consumir las palomas alrededor del espacio público.
Desde finales de la década de 2010, en redes sociales como YouTube el término comenzó a ser ampliamente usado para atacar a usuarios peruanos. Según Líbero, los turistas peruanos en Chile, independientemente de su clase social, siguen recibiendo de insulto dicha palabra.

### Uso de manera ofensiva
La delegación peruana de freestyle rap en el God Level Fest 2019 representada por Jaze, Choque y Nekroos en su enfrentamiento contra los españoles Skone, Chuty y Force, recibieron dicho calificativo:

Te digo come palomas, en tu zona, con todos los chavales, el que es gallo de verdad canta en todos los corrales.

En enero de 2023, el humorista Miguelito radicado en Chile, informó que fue insultado de comepalomas.
En la Copa América 2019, el medio peruano Exitosa informó que durante el partido entre Perú y Chile, el seleccionado chileno Arturo Vidal llamó comepalomas al equipo peruano.
En 2023, algunas cuentas de TikTok de España realizaron encuestas sobre temas misceláneos referentes al Perú y se registra que la población española cree que en el país sudamericano se consumen palomas de las calles como parte de su gastronomía nacional.

### Consumo de palomas en Perú
No existe un consumo relacionado con las palomas de las vías públicas en el Perú, lo que si se presenta es el consumo de palomos criados en cautiverio para la temporada navideña.